# Josh Brown (Eishockeyspieler)
Joshua „Josh“ Brown (* 21. Januar 1994 in London, Ontario) ist ein kanadischer Eishockeyspieler, der seit Juli 2024 bei den Edmonton Oilers in der National Hockey League unter Vertrag steht. Zuvor verbrachte der Verteidiger fünf Jahre in der Organisation der Florida Panthers und spielte zudem bei den Ottawa Senators, Boston Bruins und Arizona Coyotes.

## Karriere
Josh Brown wurde in London geboren und lief dort in seiner Jugend unter anderem für die London Jr. Knights auf. Mit Beginn der Saison 2010/11 spielte er für die Whitby Fury in der Ontario Junior Hockey League, ehe er 2011 zu den Oshawa Generals in die höherklassige Ontario Hockey League (OHL) wechselte. Dort etablierte er sich in den folgenden Jahren als defensiv orientierter Abwehrspieler, der aufgrund seiner überdurchschnittlichen Physis vor allem durch körperlich robustes Eishockey bestach. Daher wurde er im NHL Entry Draft 2013 an 152. Position von den Florida Panthers ausgewählt, obwohl er in zwei OHL-Jahren kein Tor erzielt und nur 20 Vorlagen verzeichnet hatte. Anschließend übernahm der Verteidiger zur Spielzeit 2013/14 das Amt des Mannschaftskapitäns bei den Generals, ehe er sein Team in der Saison 2014/15 zum Gewinn der OHL-Playoffs um den J. Ross Robertson Cup sowie wenig später zum Sieg beim Memorial Cup 2015 führte. Persönlich beendete er das Jahr mit einer Plus/Minus-Wertung von +49, womit er ligaweit nur von Connor McDavid und Alex DeBrincat übertroffen wurde.
Im April 2015 statteten ihn die Florida Panthers mit einem Einstiegsvertrag aus und setzten ihn vorerst bei ihren Farmteams ein, den Portland Pirates aus der American Hockey League (AHL) sowie den Manchester Monarchs aus der drittklassigen ECHL. Zur Saison 2016/17 etablierte sich Brown beim neuen AHL-Kooperationspartner, den Springfield Thunderbirds, und fungierte dort ab der Spielzeit 2017/18 als Assistenzkapitän. Schließlich beriefen ihn die Panthers im Januar 2019 erstmals in ihr Aufgebot, sodass der Abwehrspieler wenig später in der National Hockey League (NHL) debütierte. Im Verlauf erspielte er sich dort einen Stammplatz und kam fortan regelmäßig zu Einsatzzeit.
Im September 2020 wurde Brown nach fünf Jahren in der Organisation der Panthers im Tausch für ein Viertrunden-Wahlrecht im NHL Entry Draft 2020 an die Ottawa Senators abgegeben. Dort war er bis März 2022 aktiv, als er samt einem konditionalen Siebtrunden-Wahlrecht im NHL Entry Draft 2022 zu den Boston Bruins transferiert wurde. Im Gegenzug wechselten Zach Senyshyn sowie ein Fünftrunden-Wahlrecht für den gleichen Draft nach Ottawa. Aus dem Siebt- soll ein Sechstrunden-Wahlrecht werden, sofern Senyshyn bis zum Saisonende fünf Partien für Ottawa bestreitet; dies geschah allerdings nicht. Sein auslaufender Vertrag wurde anschließend nicht verlängert, sodass er sich im Juli 2022 als Free Agent den Arizona Coyotes anschloss. Mit den Coyotes vollzog er nach der Saison 2023/24 den Umzug nach Salt Lake City, wo er jedoch nicht für den Utah Hockey Club auflief, da er sich im Juli 2024 als Free Agent den Edmonton Oilers anschloss. In den Playoffs 2025 erreichte er mit den Oilers sein erstes Stanley-Cup-Finale, verlor dieses jedoch mit 2:4 gegen seinen früheren Arbeitgeber, die Florida Panthers.

## Erfolge und Auszeichnungen
- 2015 J.-Ross-Robertson-Cup-Gewinn mit den Oshawa Generals
- 2015 Memorial-Cup-Gewinn mit den Oshawa Generals

## Karrierestatistik
Stand: Ende der Saison 2024/25
(Legende zur Spielerstatistik: Sp oder GP = absolvierte Spiele; T oder G = erzielte Tore; V oder A = erzielte Assists; Pkt oder Pts = erzielte Scorerpunkte; SM oder PIM = erhaltene Strafminuten; +/− = Plus/Minus-Bilanz; PP = erzielte Überzahltore; SH = erzielte Unterzahltore; GW = erzielte Siegtore; 1 Play-downs/Relegation; Kursiv: Statistik nicht vollständig)